# 克里斯蒂娜的世界
《克里斯蒂娜的世界》（Christina's World）是1948年美國畫家安德魯·魏斯繪製的一幅現實主義蛋彩畫，描繪一位侧身臥在褐色荒原上、望向背景裡灰房子的年轻女子。此畫現為紐約市現代藝術博物館的永久藏品。

## 背景
畫中的女性是安娜·克里斯蒂娜·奧爾森（Anna Christina Olson，1893年5月-1968年1月27日），患有小兒麻痺症，因而下身無法活動。魏斯和她相識，1940年到1980年間多次以她與她的弟弟為模特繪製作品。不過雖然畫中女性的姿勢是來自克里斯蒂娜，但實際上真正的模特是魏斯的妻子貝琪（Betsy）。
背景中的房子是一栋位于緬因州庫欣的奧爾森別墅，現由緬因州的法恩斯沃斯藝術館（Farnsworth Art Museum）負責管理，并對公眾開放。

## 評價
1948年時此畫在曼哈頓的麥克白畫廊首次展出，但並沒有得到評論家們的關注。現代藝術博物館的創始人阿爾弗雷德·巴爾隨後以1,800美元買下《克里斯蒂娜的世界》，并展覽在現代藝術博物館中。之後此畫漸漸出名，并成為美國藝術的代表作之一。